# Wereldkampioenschap superbike van Donington 1992
Het wereldkampioenschap superbike van Donington 1992 was de tweede ronde van het wereldkampioenschap superbike 1992. De races werden verreden op 20 april 1992 op Donington Park in North West Leicestershire, Verenigd Koninkrijk.

## Race 1
| Pos | Nr  | Rijder               | Constructeur | Rondes | Tijd                | Grid | Punten |
| --- | --- | -------------------- | ------------ | ------ | ------------------- | ---- | ------ |
| 1   | 2   | Raymond Roche        | Ducati       | 25     | 40:57.600           | 3    | 20     |
| 2   | 5   | Fabrizio Pirovano    | Yamaha       | 25     | +0.090              | 11   | 17     |
| 3   | 17  | Scott Russell        | Kawasaki     | 25     | +0.620              | 9    | 15     |
| 4   | 3   | Rob Phillis          | Kawasaki     | 25     | +5.210              | 8    | 13     |
| 5   | 13  | Aaron Slight         | Kawasaki     | 25     | +17.030             | 7    | 11     |
| 6   | 1   | Doug Polen           | Ducati       | 25     | +17.560             | 2    | 10     |
| 7   | 4   | Stéphane Mertens     | Ducati       | 25     | +22.300             | 12   | 9      |
| 8   | 20  | Jean-Yves Mounier    | Yamaha       | 25     | +23.430             | 23   | 8      |
| 9   | 98  | Ray Stringer         | Kawasaki     | 25     | +24.650             | 17   | 7      |
| 10  | 8   | Baldassarre Monti    | Honda        | 25     | +25.770             | 22   | 6      |
| 11  | 32  | James Whitham        | Suzuki       | 25     | +26.510             | 16   | 5      |
| 12  | 48  | Daniel Amatriaín     | Ducati       | 25     | +26.960             | 10   | 4      |
| 13  | 30  | John Reynolds        | Kawasaki     | 25     | +27.050             | 13   | 3      |
| 14  | 12  | Jeffry de Vries      | Yamaha       | 25     | +29.730             | 15   | 2      |
| 15  | 60  | Christer Lindholm    | Yamaha       | 25     | +38.290             | 21   | 1      |
| 16  | 9   | Giancarlo Falappa    | Ducati       | 25     | +38.740             | 5    |        |
| 17  | 93  | Piergiorgio Bontempi | Kawasaki     | 25     | +54.950             | 27   |        |
| 18  | 96  | Simon Crafar         | Honda        | 25     | +57.180             | 29   |        |
| 19  | 55  | Florian Ferracci     | Ducati       | 25     | +59.470             | 18   |        |
| 20  | 58  | Richard Arnaiz       | Honda        | 25     | +1:00.200           | 30   |        |
| 21  | 37  | Trevor Nation        | Ducati       | 25     | +1:00.720           | 28   |        |
| 22  | 52  | Bruno Bonhuil        | Yamaha       | 25     | +1:06.280           | 31   |        |
| 23  | 31  | Ian Simpson          | Kawasaki     | 25     | +1:16.210           | 25   |        |
| 24  | 94  | Christophe Guyot     | Honda        | 25     | +1:24.260           | 34   |        |
| 25  | 57  | Jehan d'Orgeix       | Kawasaki     | 25     | +1:24.860           | 32   |        |
| DNF | 85  | Ernst Gschwender     | Kawasaki     | 23     | Uitgevallen         | 20   |        |
| DNF | 49  | Virginio Ferrari     | Ducati       | 23     | Uitgevallen         | 24   |        |
| DNF | 101 | Vittorio Scatola     | Kawasaki     | 16     | Uitgevallen         | 36   |        |
| DNF | 82  | René Rasmussen       | Yamaha       | 12     | Uitgevallen         | 26   |        |
| DNF | 21  | Rob McElnea          | Yamaha       | 9      | Uitgevallen         | 14   |        |
| DNF | 7   | Carl Fogarty         | Ducati       | 8      | Uitgevallen         | 1    |        |
| DNF | 70  | Andreas Meklau       | Ducati       | 7      | Uitgevallen         | 35   |        |
| DNF | 39  | Roger Bennett        | Ducati       | 6      | Uitgevallen         | 33   |        |
| DNF | 6   | Terry Rymer          | Kawasaki     | 5      | Uitgevallen         | 6    |        |
| DNF | 59  | Takahiro Sohwa       | Kawasaki     | 4      | Uitgevallen         | 4    |        |
| DNS | 35  | Jim Moodie           | Kawasaki     | 0      | Niet gestart        | 19   |        |
| DNQ | 72  | Mile Pajic           | Kawasaki     | 0      | Niet gekwalificeerd |      |        |
| DNQ | 69  | Karl Truchsess       | Kawasaki     | 0      | Niet gekwalificeerd |      |        |
| DNQ | 42  | Matt Llewellyn       | Yamaha       | 0      | Niet gekwalificeerd |      |        |
| DNQ | 106 | Owen Coles           | Ducati       | 0      | Niet gekwalificeerd |      |        |
| DNQ | 47  | Massimo Broccoli     | Kawasaki     | 0      | Niet gekwalificeerd |      |        |
| DNQ | 73  | Johnny Verwijst      | Kawasaki     | 0      | Niet gekwalificeerd |      |        |
| DNQ | 76  | Walter Ammann        | Yamaha       | 0      | Niet gekwalificeerd |      |        |
| DNQ | 68  | Erkka Siukola        | Yamaha       | 0      | Niet gekwalificeerd |      |        |
| DNQ | 36  | Andy Ward            | Kawasaki     | 0      | Niet gekwalificeerd |      |        |
| DNQ | 103 | Marc Granié          | Yamaha       | 0      | Niet gekwalificeerd |      |        |
| DNQ | 29  | Massimo Meregalli    | Yamaha       | 0      | Niet gekwalificeerd |      |        |
| DNQ | 102 | Aldeo Presciutti     | Kawasaki     | 0      | Niet gekwalificeerd |      |        |
| DNQ | 74  | Hans Fischer         | Ducati       | 0      | Niet gekwalificeerd |      |        |
| DNQ | 77  | Urs Zwicker          | Yamaha       | 0      | Niet gekwalificeerd |      |        |
| DNQ | 97  | Michel Simul         | Kawasaki     | 0      | Niet gekwalificeerd |      |        |
| DNQ | 105 | Adriano Narducci     | Ducati       | 0      | Niet gekwalificeerd |      |        |
| DNQ | 63  | Árpád Harmati        | Yamaha       | 0      | Niet gekwalificeerd |      |        |
| DNQ | 11  | Udo Mark             | Yamaha       | 0      | Niet gekwalificeerd |      |        |
| DNQ | 87  | Michael Galinski     | Honda        | 0      | Niet gekwalificeerd |      |        |
| DNQ | 61  | Lars Nilsson         | Yamaha       | 0      | Niet gekwalificeerd |      |        |
| DNQ | 34  | Steve Hislop         | Yamaha       | 0      | Niet gekwalificeerd |      |        |
| DNQ | 78  | Jean-Pierre Imstepf  | Ducati       | 0      | Niet gekwalificeerd |      |        |
| DNQ | 100 | Mark Linscott        | Kawasaki     | 0      | Niet gekwalificeerd |      |        |
| DNQ | 41  | Richard Defago       | Honda        | 0      | Niet gekwalificeerd |      |        |
| DNQ | 107 | Mauro Lucchiari      | Ducati       | 0      | Niet gekwalificeerd |      |        |
| DNQ | 38  | John Barton          | Honda        | 0      | Niet gekwalificeerd |      |        |
| DNQ | 64  | Attila Szabo         | Yamaha       | 0      | Niet gekwalificeerd |      |        |
| DNQ | 71  | Anton Berghammer     | Yamaha       | 0      | Niet gekwalificeerd |      |        |
| DNQ | 99  | Rui Carvalho         | Kawasaki     | 0      | Niet gekwalificeerd |      |        |
| DNQ | 10  | Davide Tardozzi      | Ducati       | 0      | Niet gekwalificeerd |      |        |
| DNQ | 104 | Frederik Jonsson     | Ducati       | 0      | Niet gekwalificeerd |      |        |
| DNQ | 43  | T. Scott             | Honda        | 0      | Niet gekwalificeerd |      |        |
| DNQ | 62  | G. Sandberg          | Yamaha       | 0      | Niet gekwalificeerd |      |        |

## Race 2
| Pos | Nr  | Rijder               | Constructeur | Rondes | Tijd                | Grid | Punten |
| --- | --- | -------------------- | ------------ | ------ | ------------------- | ---- | ------ |
| 1   | 7   | Carl Fogarty         | Ducati       | 25     | 40:48.920           | 1    | 20     |
| 2   | 2   | Raymond Roche        | Ducati       | 25     | +2.990              | 3    | 17     |
| 3   | 17  | Scott Russell        | Kawasaki     | 25     | +3.070              | 9    | 15     |
| 4   | 1   | Doug Polen           | Ducati       | 25     | +10.160             | 2    | 13     |
| 5   | 5   | Fabrizio Pirovano    | Yamaha       | 25     | +13.710             | 11   | 11     |
| 6   | 13  | Aaron Slight         | Kawasaki     | 25     | +16.110             | 7    | 10     |
| 7   | 3   | Rob Phillis          | Kawasaki     | 25     | +16.530             | 8    | 9      |
| 8   | 9   | Giancarlo Falappa    | Ducati       | 25     | +23.780             | 5    | 8      |
| 9   | 30  | John Reynolds        | Kawasaki     | 25     | +23.800             | 13   | 7      |
| 10  | 48  | Daniel Amatriaín     | Ducati       | 25     | +30.390             | 10   | 6      |
| 11  | 59  | Takahiro Sohwa       | Kawasaki     | 25     | +36.070             | 4    | 5      |
| 12  | 21  | Rob McElnea          | Yamaha       | 25     | +37.450             | 14   | 4      |
| 13  | 8   | Baldassarre Monti    | Honda        | 25     | +37.990             | 22   | 3      |
| 14  | 32  | James Whitham        | Suzuki       | 25     | +43.110             | 16   | 2      |
| 15  | 60  | Christer Lindholm    | Yamaha       | 25     | +43.230             | 21   | 1      |
| 16  | 4   | Stéphane Mertens     | Ducati       | 25     | +57.520             | 12   |        |
| 17  | 31  | Ian Simpson          | Kawasaki     | 25     | +58.120             | 25   |        |
| 18  | 85  | Ernst Gschwender     | Kawasaki     | 25     | +58.280             | 20   |        |
| 19  | 12  | Jeffry de Vries      | Yamaha       | 25     | +59.310             | 15   |        |
| 20  | 96  | Simon Crafar         | Honda        | 25     | +1:06.830           | 29   |        |
| 21  | 55  | Florian Ferracci     | Ducati       | 25     | +1:07.240           | 18   |        |
| 22  | 57  | Jehan d'Orgeix       | Kawasaki     | 25     | +1:15.540           | 32   |        |
| 23  | 52  | Bruno Bonhuil        | Yamaha       | 25     | +1:20.140           | 31   |        |
| 24  | 82  | René Rasmussen       | Yamaha       | 25     | +1:36.010           | 26   |        |
| 25  | 70  | Andreas Meklau       | Ducati       | 25     | +1:36.500           | 35   |        |
| 26  | 94  | Christophe Guyot     | Honda        | 25     | +1:37.260           | 34   |        |
| DNF | 20  | Jean-Yves Mounier    | Yamaha       | 15     | Uitgevallen         | 23   |        |
| DNF | 49  | Virginio Ferrari     | Ducati       | 10     | Uitgevallen         | 24   |        |
| DNF | 37  | Trevor Nation        | Ducati       | 10     | Uitgevallen         | 28   |        |
| DNF | 93  | Piergiorgio Bontempi | Kawasaki     | 5      | Uitgevallen         | 27   |        |
| DNF | 98  | Ray Stringer         | Kawasaki     | 4      | Uitgevallen         | 17   |        |
| DNF | 6   | Terry Rymer          | Kawasaki     | 2      | Uitgevallen         | 6    |        |
| DNF | 101 | Vittorio Scatola     | Kawasaki     | 2      | Uitgevallen         | 36   |        |
| DNF | 58  | Richard Arnaiz       | Honda        | 1      | Uitgevallen         | 30   |        |
| DNS | 35  | Jim Moodie           | Kawasaki     | 0      | Niet gestart        | 19   |        |
| DNS | 39  | Roger Bennett        | Ducati       | 0      | Niet gestart        | 33   |        |
| DNQ | 72  | Mile Pajic           | Kawasaki     | 0      | Niet gekwalificeerd |      |        |
| DNQ | 69  | Karl Truchsess       | Kawasaki     | 0      | Niet gekwalificeerd |      |        |
| DNQ | 42  | Matt Llewellyn       | Yamaha       | 0      | Niet gekwalificeerd |      |        |
| DNQ | 106 | Owen Coles           | Ducati       | 0      | Niet gekwalificeerd |      |        |
| DNQ | 47  | Massimo Broccoli     | Kawasaki     | 0      | Niet gekwalificeerd |      |        |
| DNQ | 73  | Johnny Verwijst      | Kawasaki     | 0      | Niet gekwalificeerd |      |        |
| DNQ | 76  | Walter Ammann        | Yamaha       | 0      | Niet gekwalificeerd |      |        |
| DNQ | 68  | Erkka Siukola        | Yamaha       | 0      | Niet gekwalificeerd |      |        |
| DNQ | 36  | Andy Ward            | Kawasaki     | 0      | Niet gekwalificeerd |      |        |
| DNQ | 103 | Marc Granié          | Yamaha       | 0      | Niet gekwalificeerd |      |        |
| DNQ | 29  | Massimo Meregalli    | Yamaha       | 0      | Niet gekwalificeerd |      |        |
| DNQ | 102 | Aldeo Presciutti     | Kawasaki     | 0      | Niet gekwalificeerd |      |        |
| DNQ | 74  | Hans Fischer         | Ducati       | 0      | Niet gekwalificeerd |      |        |
| DNQ | 77  | Urs Zwicker          | Yamaha       | 0      | Niet gekwalificeerd |      |        |
| DNQ | 97  | Michel Simul         | Kawasaki     | 0      | Niet gekwalificeerd |      |        |
| DNQ | 105 | Adriano Narducci     | Ducati       | 0      | Niet gekwalificeerd |      |        |
| DNQ | 63  | Árpád Harmati        | Yamaha       | 0      | Niet gekwalificeerd |      |        |
| DNQ | 11  | Udo Mark             | Yamaha       | 0      | Niet gekwalificeerd |      |        |
| DNQ | 87  | Michael Galinski     | Honda        | 0      | Niet gekwalificeerd |      |        |
| DNQ | 61  | Lars Nilsson         | Yamaha       | 0      | Niet gekwalificeerd |      |        |
| DNQ | 34  | Steve Hislop         | Yamaha       | 0      | Niet gekwalificeerd |      |        |
| DNQ | 78  | Jean-Pierre Imstepf  | Ducati       | 0      | Niet gekwalificeerd |      |        |
| DNQ | 100 | Mark Linscott        | Kawasaki     | 0      | Niet gekwalificeerd |      |        |
| DNQ | 41  | Richard Defago       | Honda        | 0      | Niet gekwalificeerd |      |        |
| DNQ | 107 | Mauro Lucchiari      | Ducati       | 0      | Niet gekwalificeerd |      |        |
| DNQ | 38  | John Barton          | Honda        | 0      | Niet gekwalificeerd |      |        |
| DNQ | 64  | Attila Szabo         | Yamaha       | 0      | Niet gekwalificeerd |      |        |
| DNQ | 71  | Anton Berghammer     | Yamaha       | 0      | Niet gekwalificeerd |      |        |
| DNQ | 99  | Rui Carvalho         | Kawasaki     | 0      | Niet gekwalificeerd |      |        |
| DNQ | 10  | Davide Tardozzi      | Ducati       | 0      | Niet gekwalificeerd |      |        |
| DNQ | 104 | Frederik Jonsson     | Ducati       | 0      | Niet gekwalificeerd |      |        |
| DNQ | 43  | T. Scott             | Honda        | 0      | Niet gekwalificeerd |      |        |
| DNQ | 62  | G. Sandberg          | Yamaha       | 0      | Niet gekwalificeerd |      |        |

## Tussenstanden na wedstrijd
| Pos | Nr | Rijder            | Team     | Punten |
| --- | -- | ----------------- | -------- | ------ |
| 1   | 2  | Raymond Roche     | Ducati   | 66     |
| 2   | 5  | Fabrizio Pirovano | Yamaha   | 56     |
| 3   | 1  | Doug Polen        | Ducati   | 50     |
| 4   | 3  | Rob Phillis       | Kawasaki | 46     |
| 5   | 13 | Aaron Slight      | Kawasaki | 41     |

1988 · 1989 · 1990 · 1991 · 1992 · 1993 · 1994 (I) · 1994 (II) · 1995 · 1996 · 1997 · 1998 · 1999 · 2000 · 2001 · 2007 · 2008 · 2009 · 2011 · 2012 · 2013 · 2014 · 2015 · 2016 · 2017 · 2018 · 2019 · 2021 · 2022 · 2023 · 2024 · 2025